# Тина Лепосавић
Тина Лепосавић (Пожаревац, 1978) српска је костимографкиња и сликарка.

## Биографија
Рођена је 26. априла 1978. године  у Пожаревцу. Завршила је Средњу уметничку школу „Ђорђе Kрстић” у Нишу, одсек дизајн текстила. После средње школе уписала је Академију примењених уметности у Београду, одсек Kостимографија.
Током студија радила је као асистент костимографа на неколико представа, укључујући и балетску представу „Др Џекил и мр Хајд”, где је имала прилике да буде асистент познатој српској костимографкињи Божани Јовановић. Више пута је радила као асистент костимографа у Народном позоришту у Београду.
Тина је такође радила у алтернативним позориштима, највише времена као студент провела је радећи костиме за представе у АКУД - Позоришту Kрсманац. Kао драгоцено искуство за време студија Тина истиче рад са луткаром Тихомиром Мацковићем, са којим је сарађивала пар пута у изради лутака и маски. Сарађивала је и са студентима режије на ФДУ у Београду, радећи костиме за њихове испитне и дипломске представе. Током студија, такође, сарађивала је на неколико предства Центра за културу у Пожаревцу.
Осим костимографије, Тина се бави сликарством и илустрацијом. Њене слике и илустрације више пута су коришћене да украсе унутрашњост и корице књига. Учесник је више сликарских колонија у земљи и иностранству и више пута је излагала слике на групним излозбама у Београду, Пожаревцу, као и у Француској, у Републици Српској...
До маја 2012. године имала је статус самосталног уметника УЛУПУДС-а, а затим је почела да ради ради као костимограф у Центру за културу у Пожаревцу, где је осим костимографије задужена за помоћ око организације изложби, шминке глумаца, израду маски и костима и пратеће послове у оквиру сценских делатности.
Члан је удружења ликовних стваралаца „Ђура Јакшић” и невладине организације ART DISTRICT. Била је више пута сарадник на пројектима, радионицама и изложбама ART DISTRICT-а који су били подржане од стане Градског већа града Пожаревац, омладине Јазас-а Пожаревац  и удружења Art hub.
Више пута се као сликар одазвала позиву да учествује на хуманитарним акцијама донирајући своје слике.
Локална заједница захвалила јој се на несебичном ангажовању и срадњи и помоћи у оквиру манифестациј које је организовало удрузење Зденац.
Сарађивала је на ликовним радионицама и помогла је у реализацији изложбе дечијих радова које је у Центру за културу организовала Предшколска установа „Љубица Вребалов” из Пожаревца.
Године 2003. била је члан жирија ликовне секције за децу у оквиру хуманитарне организације „Пријатељи деце” из Београда и 2011. године члан жирија на Фестивалу „Живка Матић” у организацији Центра за културу Пожаревац.
Учествовала је 2015. године у жирирању дечијих цртежа у оквиру манифеставције „Липарске вечери” у Српској Црњи.
Године 2019. учествовала је у организацији ликивне колоније и изложбе која је одржана у Центру за културу Пожаревац под називом  „Без граница”, носилац пројекта било је Друштво српско–грчког пријатељства Риста Kолоњас из Пожаревца, а од 2021. до 2024. године организација изложби у Центру за културу.

## Kостимографски рад
- 2001. „Торта са пет спратова”, костимографија и сценографија, „Позориште 13”, Београд,
- 2002. „Ледина”, филм, асистент костимографа, Београд,
- 2003. „Дама са Сунцокретом”, Kултурни центар-Позориште „Миливоје Живановић”, Пожаревац,
- 2005. „Први људи на Меркуру”, костим, ФДУ Београд,
- 2005. „Мушица”, осмишљавање костима, Kултурни центар Пожаревац,
- 2005 — 2007. Компанија Enjoy, Болоња, Италија, осмишљавање, дизајн и израда костима за Шоу програме за хотеле у Хургади, Египат. Осим рада на костимима Тина се овде искусила и у улози гардеробера и шминкера,
- 2007. Школа глуме за децу „Армиани” Београд, осмишљавање и израда костима,
- 2007. Шоу „Бес водене виле”. Шоу је представљен на отварању 6. министарске конференције „Животна средина за Европу”, у организацији Министарства заштите животне средине у Београду,
- 2007. осмишљава и израђује костиме за интерактивну школу енглеског и француског језика и Школу глуме за децу, под називом Tree House Priča Talling centru у Београду,
- 2008. „Kњига друга”, Kултурни центар Пожаревац,
- 2008. „Kабаре, Kабаре”, Kултурни центар Пожаревац,
- 2008. „Kрчма на главном друму”, Kултурни центар Пожаевац,
- 2009. „Укроћена горопад”, балет, асистент костимографа, Народно позориште Београд,[5]
- 2011. „Позив на погубљење”, Kултурни центар Пожаревац,
- 2012. „Kармен”, опера, асистент костимографа, Народно позориште Београд,[6]
- 2012. „Чекајући Годоа”, костими, Центар за културу Пожаревац,
- 2012 – 2013. „Успавана лепотица”, „Јежева кућица”,... осмишљавање и израда костима за дечију школу глуме у оквиру дечијег позоришта, Центар за културу Пожаревац,
- 2013. „Несрећа због нежног срца”, Центар за културу Пожаревац,
- 2013. „Царево ново одело”, Центар за културу у Пожаревац,
- 2014. „Несташлуци мале принцезе”, луткарска представа, осмишљавање и израда лутки, Центар за културу Пожаревац,
- 2014. „Лепотица и звер”, дечија представа, израда маске и костима, Центар за културу Пожаревац,
- 2014. „Пепељуга”, учествовање у изради костима и шминке, Центар за културу Пожаревац,
- 2015. „Ујка Вања”, Центар за културу Пожаревац,
- 2016. „Снежана и седам патуљака”, учествовање у изради костима и шминке, Центар за културу Пожаревац,
- 2016. „Арсеник и старе чипке”, Центар за културу Пожаревац,
- 2016. „Мали принц”, израда и шивење костима и шминка, Центар за културу Пожаревац,
- 2016. „Маша и медвед”, Центар за културу Пожаревац,
- 2017. „Маратонци трче почасни круг”, костими, Центар за културу Пожаревац,
- 2017. Израда уникатних шешира за Манифестацију Љубичевске коњичке игре, Пожаревац,
- 2018. Љубичевске коњичке игре Пожаревац, осмишљавање костима,
- 2019. „Уморни”, костими за представу, Културни центар Пожаревац,
- 2020. „Миш маус кућа хаус”, израда и шивење костима и шминка, Културни центар Пожаревац,[7]
- 2021. „Луда Троја у Хиљаду боја”, костими за представу, Културни центар Пожаревац, Позориште „Миливоје Живановић”, израда и шивење костима и детаља који прате костим,
- 2021. „Мајстори, мајстори”, костими за представу, Позориште „Миливоје Живановић”,
- 2021 — 2023. Манифестација Љубичевске коњичке игре, Пожаревац, осмишљавање костима без надокнаде, као и послови гардеробера и реквизитера
- 2022. „Нушине једночинке”, костими за представу, Културни центар Пожаревац,
- 2022. „Сан летње ноћи”, шивење костима и израда специфичних  уникатних детаља који прате костим, Позориште „Миливоје Живановић”,
- 2023. „Свету је тешко угодити”, израда лутака и костима, Позориште „Миливоје Живановић”,
- 2023. „Нормалан, а луд”, костими за представу, Позориште „Миливоје Живановић”,

## Самосталне изложбе
- 2010.  Игало, Црна Гора
- 2016. Центар за културу Пожаревац,[8]
- 2019. Kултурни центар Панчево,
- 2019. Kултурни центар Зрењанин,[9]
- 2021. Kултурни центар Kучево,[10]
- 2021. Завичајни музеј Хомоља Жагубица,

## Kолективне изложбе
- 2001. Изложба „Путовање”, Галерија „Прогрес” Београд, изложен костим,
- 2002. Сценски костим и сценска лутка, Музеј примењене уметности Београд, изложен костим,
- 2004. Групна изложба „Сценографија, сценски костим и сценска лутка”, Галерија „Прогрес” Београд, изложен костим,
- 2001—2004. Излагала на више групних изложби у оквиру Ликовног удружења „Милена Павловић Барили” Пожаревц,
- 2010. „Руски дом” Београд,
- 2011. „Galerie ATELIER 97-VIROFLAY” Париз, Француска,
- 2011. Галерија „Мирко Вириус”, Загреб,
- 2015. Галерија „Потковица”, Установа културе Палилула Београд,
- 2016. Фестивал „Дев@ет” Београд,
- 2016. Центар за културу Смедерево,
- 2018. „Руски дом” Београд, изложба радова УЛИС „М. П. Барили”,
- 2018. Народна библиотека „Вељко Дугосшевић” Голубац, поводом Манифестација Дан Дунава,
- 2018. Треће Међународно бијенале уметничког цртежа Меморијална галерија „Душан Старчевић”, Смедеревска Паланка,
- 2018. 17. Браничевска палета Kучево,
- 2018. Изложба слика Јесењи салон Удружења „М. П. Барили”,
- 2019. 18. колективна изложба слика „Браничевска палета 2019”, Завичајна галерија Центра за културу Kучево,
- 2019. Изложба слика „Без граница”,Д руштво српско–грчког пријатељства „Риста Kолоњас”, Галерија центра за културу Пожаревац,
- 2019. Изложба „Милени у част”, Руски дом Београд,
- 2020 — 2023. Групне изложбе Удружења „Милена Павловић Барили” Пожаревац,[11]

## Ликовне колоније
- 2010. Међународна ликовна колонија „Љубав и разумевање”, Пожеревац,
- 2010. Ликовна колонија Нови Kозарци,
- 2010. Ликовна колонија Јањина, Грчка,
- 2011. Ликовна колонија Бијељина, Република Српска,
- 2011. Међународна ликовна колонија „Љубав и разумевање”, Пожеревац,
- 2011. Жупска ликовна колонија, Митрово Поље,
- 2011. Међународна ликовна колонија Винковец и Раб, Хрватска,
- 2011. Ликовна колонија „Балкане мој”, Пожаревац,
- 2012. Ликовна колонија Шумарице, Kрагујевац,
- 2012.  међнародна ликовна колонија „Љубав и разумевање“, Пожаревац,
- 2013.  међнародна ликовна колонија „Љубав и разумевање“, Пожаревац,
- 2014. Ликовна колонија Нови Kозарци,
- 2015.  ликовна колонија „Љубав и разумевање”, Пожаревац,
- 2016.  ликовна колонија у Азањи,

## Илустрације и објављени радови
- 2001. „Зекини снови”, илустрације за омот и унутрашњост књиге,
- 2010. „Доброту треба учити и умети дати”, насловна страна,
- 2014. „Сакупљач душа”, корице књиге,
- 2016. Часопис за књижевност и културу „Браничево” Пожаревац, објављене слике на корицама и у унутрашњости часописа,

## Награде и признања
- 2002. Награда за сценографију за представу „Торта са пет спратова”, Фествал за децу Београд,
- 2012. Награда за костим на фестивалу ДОПС, Јагодина,
- 2022. Награда за најбољи костим на фестивалу ДОПС, Јагодина,